# Lách tách đầu hung
Lách tách đầu hung hay Lách tách chóp bạc màu (danh pháp hai phần: Schoeniparus dubia) là một loài chim trong họ Leiothrichidae.
Nó được tìm thấy ở Bhutan, Trung Quốc, Ấn Độ, Lào, Myanmar, và Việt Nam. Môi trường sống tự nhiên của chúng là rừng núi ẩm nhiệt đới hoặc cận nhiệt đới.